# Zhang Meixia
Zhang Meixia (* 20. Januar 1991) ist eine chinesische Langstreckenläuferin.

## Sportliche Laufbahn
Erste internationale Erfahrungen sammelte Zhang Meixia bei den Halbmarathon-Weltmeisterschaften 2014 in Kopenhagen, bei denen sie in 1:14:24 h auf den 50. Platz gelangte. Ende September nahm sie im 1500-Meter-Lauf erstmals an den Asienspielen im südkoreanischen Incheon teil und wurde dort Elfte. Im Jahr darauf erreichte sie bei den Asienmeisterschaften in Wuhan Platz fünf im 10.000-Meter-Lauf und erreichte bei der Sommer-Universiade in Gwangju nicht das Ziel. Sie ging auch im Halbmarathon an den Start und wurde dort Zehnte. 2018 belegte sie beim Tokio-Marathon in persönlicher Bestleistung von 2:33:02 h den zehnten Platz und wurde bei den Asienspielen in Jakarta im Marathonlauf in 2:39:41 h Siebte.
Sie absolvierte ein Studium an der Pädagogischen Universität Tianjin.

## Persönliche Bestleistungen
- 1500 Meter: 4:32,05 min, 11. Mai 2015 in Taiyuan
- 5000 Meter: 15:52,74 min, 7. September 2013 in Shenyang
- 10.000 Meter: 32:18,86 min, 11. September 2013 in Shenyang
- Halbmarathon: 1:13:47 h, 9. März 2014 in Verbania
- Marathon: 2:32:01 h, 8. Dezember 2019 in Guangzhou